# Batalla de Champion Hill

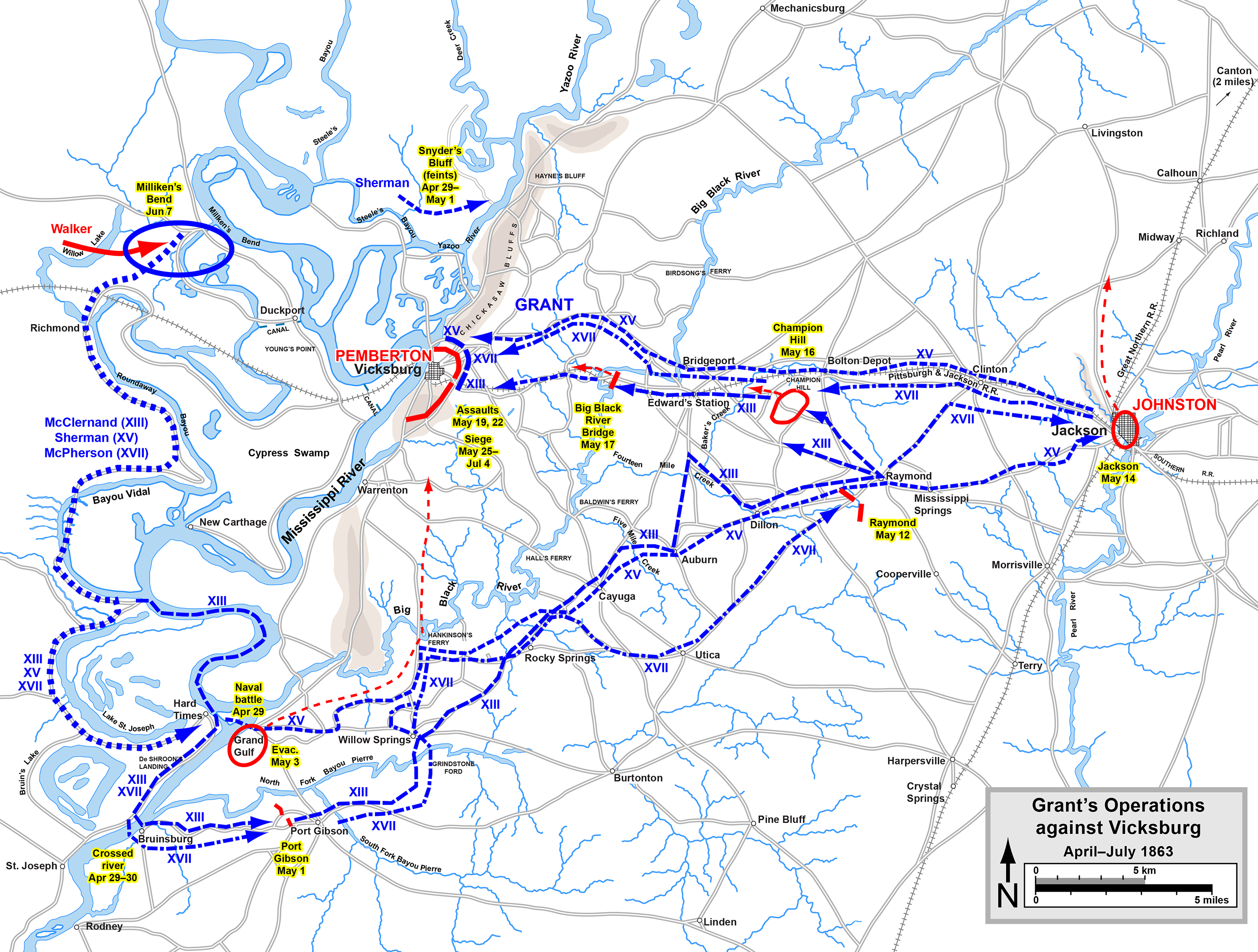
Operaciones de Grant contra Vicksburg (abril-junio de 1863)

La batalla de Champion Hill (también llamada Batalla de Bakers Creek) fue una batalla de la Guerra Civil Americana. Tuvo lugar el 16 de mayo de 1863 y fue la batalla decisiva de la segunda campaña de Vicksburg. En la batalla, el ejército de Tennessee bajo el comandante general Ulysses S. Grant derrotó al ejército de Misisipi  bajo el teniente general John C. Pemberton.

## Preludio
Luego de la ocupación de la Unión de Jackson, Misisipi, el 14 de mayo, tanto las fuerzas confederadas como las federales hicieron planes para futuras operaciones. El general Joseph E. Johnston, al mando de todas las fuerzas confederadas en Misisipi, se retiró con la mayor parte de su ejército por la carretera de Cantón hacia el norte. Sin embargo, ordenó al teniente general John C. Pemberton, al mando de tres divisiones que suman alrededor de 22.000 hombres, que abandonase la estación Edwards y atacase a los federales, que ahora estaban en Clinton, Misisipi. Mientras tanto Grant, viendo su retaguardia cubierta, decidió entonces marchar sobre Vicksburg en dirección a las tropas de Pemberton para evitar que Pemberton y Johnston pudiesen juntarse. 
Pemberton y sus generales, en conflicto por esa orden y la orden de Jefferson de mantener Vicksburg a toda costa, sintieron que el plan de Johnston probablemente se convertiría en un desastre y, en cambio, decidieron atacar los trenes de suministro de la Unión que se trasladaban desde el Gran Golfo a Raymond para atrapar a Grant en territorio hostil. De esa manera, el 16 de mayo, Pemberton había comenzado a atacar los trenes de suministro y estaba en Raymond-Edwards Road, con su parte trasera en un cruce de un tercio de milla al sur de la cresta de Champion Hill cuando recibió otra vez las mismas órdenes de Johnstone. Mientras tanto los hombres de Grant se movieron hacia el oeste a lo largo de Raymond Road en dos partes, una en Jackson Road y Middle Road y otra más al sur en Raymond Road mientras que una tercera se quedaba en Jackson para cubrir la retaguardia. Sientiendo preocupación por el ruido de artillería más al norte, una parte de los confederados, preocupados, avanzaron haca el norte en Jackson Road y se posicionaron  en la colina de Champion Hill, que geográficamente permitía observar toda la región.

## La batalla
La batalla empezó a las 7:00. Fue el momento donde las primeras tropas unionistas contactaron con los confederados en el lugar y viceversa. Advertido por las tropas confederadas de Champion Hill, que veían las tropas de Grant acercándose, Pemberton posicionó de inmediato sus tropas correspondientemente más al norte. Estando flanqueado, Pemberton estiró su línea hasta tres millas para contener a los federales, avanzando a través de su frente. Sin embargo no sabía que un gran contingente de unionistas estaban avanzando a su lado izquierdo, por lo que tuvo que enviar tropas más tarde a las nueve en punto hacia ese lugar cuando se percató de su presencia. El centro de la batalla sería la colina Champion Hill por su situación geográfica.  
A las 10:00 Ulysses S. Grant llegó con el resto de las tropas y ordenó atacar la colina. A las 11:30 las tropas atacantes de la Unión llegaron a la línea principal de los confederados y asaltaron las posiciones rebeldes. La posterior lucha fue intensa con ataques y contraataques en ambos lados. Finalmente a la 13:00 Grant consiguió tomar la colina gracias a su superoridad numérica, mientras que los confederados tenían que retirarse con los federales en los talones.
En un último desesperado intento de revertir la situación, John C. Pemberton  casi consiguió evitar la derrota a través de un posterior y último contraataque liderado por una división de misurianos y arkansanos mandados por el general John Bowen. Consiguió así recuperar otra vez Champion Hill, pero al final el contraataque falló por falta de hombres. Grant, consciente de la situación, atacó entonces otra vez con refuerzos que recibió hasta entonces y con esos refuerzos ordenó un ataque general sobre los confederados. Desbordados, los confederados tuvieron que hacer una retirada general poco tiempo después hacia el sur a través de Raymond Road.
El general Lloyd Tilghman, que dirigía la retaguardia más al sur, murió poco después mientras dirigía luego una acción de retaguardia desesperada ordenanda que permitió entonces a la mayoría del ejército confederado a escapar bajo esa grave situación hacia Vicksburg sin ser atacados por la espalda mas al sur en Raymond Road. Finalmente Grant tomó Edwards a las 20:00, lo que significó el definitivo fin de la batalla en favor de la Unión. Mientras tanto Pemberton, que había salvado la mayor parte de su ejército, se retiró a una posición defensiva en el río Big Black delante de Vicksburg.

## Consecuencias
Las victorias decisivas de la Unión en Champion Hill y en el Big Black River al día siguiente fueron fundamentales para obligar a los confederados a salir de la redada federal y hacia a una posición condenada dentro de las fortificaciones de Vicksburg, lo que llevó a su asedio. También causó a que las fuerzas de Johnston y Pemberton no pudiesen juntarse, lo que llevó a la posterior victoria de la Unión en la campaña de Vicksburg.